# 极星号交替单胞菌
极星号交替单胞菌（学名：Alteromonas stellipolaris）也称星蔬交替单胞菌，是交替单胞菌属的下属物种。此物种是一种革兰氏阴性、严格好氧、过氧化氢酶阳性、不形成孢子、适度嗜盐、耐冷、运动性且嗜温的杆状细菌。此物种用单极鞭毛运动。此物种最早从南极海水中分离出来。